# Andrzej Ossoliński (zm. 1616)
Andrzej Ossoliński herbu Topór (zm. 1616) – żupnik ziem ruskich, kalwinista.
Drugi w kolejności syn Hieronima Ossolińskiego i Katarzyny Zborowskiej.
Miał dwie żony, pierwszą Annę Drohojowską poślubił w 1576 roku i Katarzynę Hołowczyńską h. Łabędź, (zm. przed 1629). Z Anną Drohojowską, bliską krewną swej bratowej Jadwigi z Herburtów miał syna Mikołaja Ossolińskiego, dworzanina królewskiego w roku 1646, elektora z województwa ruskiego 1648, (zm. 1653), żonatego z Krystyną Wieszczycką (zm. po 1650).
Andrzej odbył studia za granicą w 1579 roku w Genewie, a następnie w 1581 roku u Sturma w Strasburgu. Otrzymał w 1590 roku urząd żupnika ziem ruskich. Polityk Zygmunta III Wazy o przeciwnych poglądach w stosunku do królewskich. Uczestnik rokoszu Zebrzydowskiego. Po ojcu odziedziczył Bałtów, Nową Wieś, Goźlice i Pokrzywiankę.